# Match des Étoiles de la Ligue majeure de baseball 2007
Le match des Étoiles de la Ligue majeure de baseball 2007 (2007 MLB All-Star Game) est la 78e édition de cette opposition entre les meilleurs joueurs de la Ligue américaine et de la Ligue nationale, les deux composantes de la MLB.
Le match s'est tenu le 10 juillet 2007 au AT&T Park, antre des San Francisco Giants. C'est la troisième fois que San Francisco recevait le match des Étoiles. Le AT&T Park étant un stade de la Ligue nationale, la partie s'est disputée sans frappeur désigné.
L'équipe de Ligue américaine a remporté sa dixième victoire consécutive (sans compter le match nul de 2002) sur le score de 5 à 4. D'après les termes de l'accord signé en 2006 entre la MLB et le syndicat des joueurs, la franchise qui remportera le titre de Ligue américaine aura l'avantage du terrain pour la série mondiale 2007.
Ichirō Suzuki a été nommé Meilleur joueur du match après avoir réussi un coup de circuit sur frappe intérieure, une première dans l'histoire du match des Étoiles.

## Contexte
Depuis 1970, les 8 joueurs de positions titulaires de chaque équipe sont élus par un vote des supporters. Les remplaçants et les lanceurs sont choisis par un vote des joueurs, par les managers de chaque équipe et par un deuxième vote des supporters. Chaque équipe est composée de 32 joueurs, sans tenir compte des désistements sur blessure ou pour raisons personnelles.
Les Giants de San Francisco ont été choisis pour l'organisation le 9 février 2005. C'est la première fois depuis 1953 que le match se joue sur un terrain de la même ligue deux années de suite (l'édition 2006 s'est déroulée à Pittsburgh).
C'est la cinquième fois que le résultat de la rencontre détermine l'avantage du terrain lors de la série mondiale. La Ligue américaine reste sur une série de 10 matchs sans défaites (9 victoires et un match nul en 2002).

## Votes
Le vote des fans s'est tenu du 27 avril au 28 juin. Les résultats ont été publiés le 1er juillet avec une liste de huit joueurs partants pour chaque formation et une liste de joueurs remplaçants choisis par un vote des joueurs de MLB et les gérants de chaque équipe. 18,5 millions de bulletins de vote ont été pris en compte, dont 11,8 millions en ligne sur le site de la MLB. Globalement, Alex Rodriguez, le joueur de troisième but des Yankees de New York a remporté le plus grand nombre de voix (3 890 515) devant son coéquipier Derek Jeter avec une avance de plus de 700 000 voix. Pour la Ligue nationale, c'est Ken Griffey, Jr. qui a collecté le plus grand nombre de voix (2 986 818) devant Prince Fielder, le meilleur frappeur de circuits de la ligue avant le match.
Après la publication des effectifs, un second tour de vote (Final Vote) s'est tenu jusqu'au 5 juillet pour désigner deux joueurs supplémentaires. Les supporters devaient choisir un joueur parmi une liste de cinq joueurs pour chaque équipe. Pour la première fois depuis l'instauration de ce vote en 2002, les 10 candidats étaient des lanceurs. En Ligue nationale, les supporters avaient le choix entre Tom Gorzelanny des Pirates de Pittsburgh, Roy Oswalt des Astros de Houston, Brandon Webb des Diamondbacks de l'Arizona, Chris Young des Padres de San Diego et Carlos Zambrano des Cubs de Chicago. En Ligue américaine, les candidats à la dernière place dans l'effectif étaient Jeremy Bonderman des Tigers de Detroit, Kelvim Escobar des Angels de Los Angeles, Roy Halladay des Blue Jays de Toronto, Pat Neshek des Twins du Minnesota et Hideki Okajima des Red Sox de Boston. Sur 23 millions de votes enregistrés, les deux vainqueurs du vote sont Hideki Okajima (4,4 millions de voix) et Chris Young (4,5 millions de voix).

## Effectifs

### Ligue américaine
- Manager : Jim Leyland (Tigers de Detroit), champion de Ligue américaine en 2006 avec les Tigers.
- Instructeurs : Ron Gardenhire (Twins du Minnesota) et Ron Washington (Rangers du Texas)[6].

| Titulaires      | Titulaires        | Titulaires | Titulaires |
| Position        | Joueur            | Équipe     | Sélections |
| --------------- | ----------------- | ---------- | ---------- |
| Receveur        | Iván Rodríguez    | Tigers     | 14         |
| 1e base         | David Ortiz       | Red Sox    | 4          |
| 2e base         | Placido Polanco   | Tigers     | 1          |
| 3e base         | Alex Rodriguez    | Yankees    | 11         |
| Arrêt court     | Derek Jeter       | Yankees    | 8          |
| Champ extérieur | Vladimir Guerrero | Angels     | 8          |
| Champ extérieur | Magglio Ordoñez   | Tigers     | 6          |
| Champ extérieur | Ichirō Suzuki     | Mariners   | 7          |

| Lanceurs | Lanceurs            | Lanceurs  | Lanceurs   |
| Position | Joueur              | Équipe    | Sélections |
| -------- | ------------------- | --------- | ---------- |
| Lanceur  | Josh Beckett        | Red Sox   | 1          |
| Lanceur  | Dan Haren           | Athletics | 1          |
| Lanceur  | Bobby Jenks         | White Sox | 2          |
| Lanceur  | Hideki Okajima      | Red Sox   | 1          |
| Lanceur  | John Lackey         | Angels    | 1          |
| Lanceur  | Gil Meche           | Royals    | 1          |
| Lanceur  | Jonathan Papelbon   | Red Sox   | 2          |
| Lanceur  | J.J. Putz           | Mariners  | 1          |
| Lanceur  | Francisco Rodríguez | Angels    | 2          |
| Lanceur  | C.C. Sabathia       | Indians   | 3          |
| Lanceur  | Johan Santana       | Twins     | 3          |
| Lanceur  | Justin Verlander    | Tigers    | 1          |

| Remplaçants     | Remplaçants     | Remplaçants | Remplaçants |
| Position        | Joueur          | Équipe      | Sélections  |
| --------------- | --------------- | ----------- | ----------- |
| Receveur        | Víctor Martínez | Indians     | 2           |
| Receveur        | Jorge Posada    | Yankees     | 5           |
| 1e base         | Justin Morneau  | Twins       | 1           |
| 2e base         | Brian Roberts   | Orioles     | 2           |
| 3e base         | Mike Lowell     | Red Sox     | 4           |
| Arrêt court     | Carlos Guillén  | Tigers      | 2           |
| Arrêt court     | Michael Young   | Rangers     | 4           |
| Champ extérieur | Carl Crawford   | Devil Rays  | 2           |
| Champ extérieur | Torii Hunter    | Twins       | 2           |
| Champ extérieur | Manny Ramirez   | Red Sox     | 11          |
| Champ extérieur | Alex Ríos       | Blue Jays   | 2           |
| Champ extérieur | Grady Sizemore  | Indians     | 2           |

### Ligue nationale
- Manager : Tony La Russa (Cardinals de Saint-Louis), champion de Ligue nationale en 2006 avec les Cardinals.
- Instructeurs : Bruce Bochy (Giants de San Francisco) et Fredi González (Marlins de la Floride)[6]. Gonzalez a été choisi par Tony La Russa après le désistement de Willie Randolph (Mets de New York)[7].

| Titulaires      | Titulaires      | Titulaires | Titulaires |
| Position        | Joueur          | Équipe     | Sélections |
| --------------- | --------------- | ---------- | ---------- |
| Receveur        | Russell Martin  | Dodgers    | 1          |
| 1e base         | Prince Fielder  | Brewers    | 1          |
| 2e base         | Chase Utley     | Phillies   | 2          |
| 3e base         | David Wright    | Mets       | 2          |
| Arrêt court     | José Reyes      | Mets       | 2          |
| Champ extérieur | Carlos Beltrán  | Mets       | 4          |
| Champ extérieur | Barry Bonds     | Giants     | 14         |
| Champ extérieur | Ken Griffey Jr. | Reds       | 13         |

| Lanceurs | Lanceurs          | Lanceurs     | Lanceurs   |
| Position | Joueur            | Équipe       | Sélections |
| -------- | ----------------- | ------------ | ---------- |
| Lanceur  | Francisco Cordero | Brewers      | 1          |
| Lanceur  | Brian Fuentes     | Rockies      | 3          |
| Lanceur  | Cole Hamels       | Phillies     | 1          |
| Lanceur  | Trevor Hoffman    | Padres       | 6          |
| Lanceur  | Roy Oswalt        | Astros       | 3          |
| Lanceur  | Jake Peavy        | Padres       | 2          |
| Lanceur  | Brad Penny        | Dodgers      | 2          |
| Lanceur  | Takashi Saito     | Dodgers      | 1          |
| Lanceur  | Ben Sheets        | Brewers      | 3          |
| Lanceur  | John Smoltz       | Braves       | 8          |
| Lanceur  | Jose Valverde     | Diamondbacks | 1          |
| Lanceur  | Billy Wagner      | Mets         | 4          |
| Lanceur  | Brandon Webb      | Diamondbacks | 2          |
| Lanceur  | Chris Young       | Padres       | 1          |

Brian Fuentes et John Smoltz, blessés après la fin des votes sont remplacés respectivement par Brandon Webb et Roy Oswalt
| Remplaçants     | Remplaçants     | Remplaçants  | Remplaçants |
| Position        | Joueur          | Équipe       | Sélections  |
| --------------- | --------------- | ------------ | ----------- |
| Receveur        | Brian McCann    | Braves       | 2           |
| 1e base         | Derrek Lee      | Cubs         | 2           |
| 1e base         | Albert Pujols   | Cardinals    | 7           |
| 1e base         | Dmitri Young    | Nationals    | 2           |
| 2e base         | Orlando Hudson  | Diamondbacks | 1           |
| 2e base         | Freddy Sanchez  | Pirates      | 2           |
| 3e base         | Miguel Cabrera  | Marlins      | 4           |
| Arrêt court     | J.J. Hardy      | Brewers      | 1           |
| Champ extérieur | Matt Holliday   | Rockies      | 2           |
| Champ extérieur | Carlos Lee      | Astros       | 3           |
| Champ extérieur | Aaron Rowand    | Phillies     | 1           |
| Champ extérieur | Alfonso Soriano | Cubs         | 6           |

## Le match
Avant le début de la rencontre, Ô Canada, l'hymne national du Canada a été interprété par une partie de l'Orchestre symphonique de San Francisco, et The Star-Spangled Banner, l'hymne national des États-Unis, a été chanté par Chris Isaak. Willie Mays, ancien joueur des Giants, a été honoré pour ses 24 participations aux matchs des Étoiles. Le premier lancer a été effectué par Willie Mays vers José Reyes, l'arrêt-court des Mets. Paula Cole a chanté God Bless America pendant la pause de la 7e manche.

### Arbitres
| Marbre       | Bruce Froemming  |
| 1e base      | Charlie Reliford |
| 2e base      | Mike Winters     |
| 3e base      | Kerwin Danley    |
| Champ gauche | Ted Barrett      |
| Champ droit  | Bill Miller      |

### Alignements
| Ligue américaine | Ligue américaine  | Ligue américaine | Ligue américaine | Ligue nationale | Ligue nationale | Ligue nationale | Ligue nationale |
| Ordre            | Joueur            | Équipe           | Position         | Ordre           | Joueur          | Équipe          | Position        |
| ---------------- | ----------------- | ---------------- | ---------------- | --------------- | --------------- | --------------- | --------------- |
| 1                | Ichirō Suzuki     | Mariners         | CF               | 1               | José Reyes      | Mets            | SS              |
| 2                | Derek Jeter       | Yankees          | SS               | 2               | Barry Bonds     | Giants          | LF              |
| 3                | David Ortiz       | Red Sox          | 1B               | 3               | Carlos Beltrán  | Mets            | CF              |
| 4                | Alex Rodriguez    | Yankees          | 3B               | 4               | Ken Griffey Jr. | Reds            | RF              |
| 5                | Vladimir Guerrero | Angels           | RF               | 5               | David Wright    | Mets            | 3B              |
| 6                | Magglio Ordoñez   | Tigers           | LF               | 6               | Prince Fielder  | Brewers         | 1B              |
| 7                | Iván Rodríguez    | Tigers           | C                | 7               | Russell Martin  | Dodgers         | C               |
| 8                | Placido Polanco   | Tigers           | 2B               | 8               | Chase Utley     | Phillies        | 2B              |
| 9                | Dan Haren         | Athletics        | P                | 9               | Jake Peavy      | Padres          | P               |

### Résumé du match
| Ligue américaine | 0 | 0 | 0 | 0 | 2 | 1 | 0 | 2 | 0 | 5 | 10 | 0 |
| Ligue nationale | 1 | 0 | 0 | 0 | 0 | 1 | 0 | 0 | 2 | 4 | 9  | 1 |
| Lanceurs partants : AL : Dan Haren NL : Jake Peavy Vic. : Josh Beckett (1-0) Déf. : Chris Young (0-1) Sauv. : Francisco Rodríguez (1) HRs : AL : Ichiro Suzuki (1), Carl Crawford (1), Víctor Martínez (1) NL : Alfonso Soriano (1) |   |   |   |   |   |   |   |   |   |   |    |   |

L'équipe de Ligue nationale prend l'avantage dès la première manche. José Reyes frappe un premier coup sûr face à Dan Haren, le lanceur partant de la Ligue américaine, puis vole le deuxième but. Barry Bonds manque de peu un circuit sur une balle captée en champ gauche par Magglio Ordoñez. Reyes marque ensuite le premier point sur un simple de Ken Griffey, Jr. En 3e manche, Reyes est à nouveau en position de marquer, mais Griffey est retiré sur trois prises par Josh Beckett. En début de 4e manche, Alex Rodriguez tente de marquer en partant du deuxième but sur un simple d'Ivan Rodriguez, mais est éliminé après un énorme relais de Griffey pour Russell Martin qui touche facilement A-Rod avant qu'il n'arrive au marbre. En 5e manche, la Ligue américaine marque deux points sur un circuit sur frappe intérieure frappé par Ichirō Suzuki alors que Brian Roberts est au premier but. La longue frappe de Suzuki rebondit sur les protections murales du champ droit dans une direction inattendue et trompe Griffey qui n'a pas le temps de relancer la balle vers le marbre. La Ligue américain mène alors 2 à 1.
En 6e manche, Carl Crawford, seul représentant des Devil Rays de Tampa Bay, frappe un coup de circuit, même si un supporter semble avoir captée la balle dans son gant avant qu'elle ne franchisse le mur du champ droit. La Ligue nationale revient au score en fin de manche après un triple de Carlos Beltran et une chandelle sacrifice de Griffey qui permet à Beltran de marquer.
En 8e manche, la Ligue américaine ajoute deux points sur un circuit de Victor Martinez qui permet à Mike Lowell de marquer. Jonathan Papelbon, le lanceur de relève des Red Sox, maintient l'avance de la Ligue américaine avec une fin de manche blanche. Trevor Hoffman n'accorde aucun point au début de la 9e manche et laisse un espoir de victoire à la Ligue nationale.
En fin de 9e manche, J.J. Putz retire d'abord Matt Holliday sur prises, puis Brian McCann sur une chandelle. Tout semble indiquer une victoire de la Ligue américaine quand Alfonso Soriano frappe un circuit pour deux points après un simple de Dmitri Young. La Ligue nationale revient alors à un seul point. J.J. Hardy obtient un but sur balles de Putz qui est remplacé par Francisco Rodriguez, l'un des meilleurs lanceurs de relève de la première moitié de la saison. Cependant, Rodriguez accorde deux buts sur balles consécutifs à Derrek Lee et Orlando Hudson et remplit les buts. Tony La Russa choisit de ne pas faire entrer en jeu Albert Pujols, son dernier joueur disponible pour remplacer Aaron Rowland. Ce dernier frappe une chandelle en champ droit captée par Alex Rios, ce qui met un terme à la rencontre sur le score de 5 à 4 en faveur de la Ligue américaine.

## Home Run Derby
| AT&T Park, San Francisco -- A.L. 42, N.L. 32 | AT&T Park, San Francisco -- A.L. 42, N.L. 32 | AT&T Park, San Francisco -- A.L. 42, N.L. 32 | AT&T Park, San Francisco -- A.L. 42, N.L. 32 | AT&T Park, San Francisco -- A.L. 42, N.L. 32 | AT&T Park, San Francisco -- A.L. 42, N.L. 32 | AT&T Park, San Francisco -- A.L. 42, N.L. 32 |
| Joueur                                       | Équipe                                       | Round 1                                      | Round 2                                      | Subtotal                                     | Finals                                       | Total                                        |
| -------------------------------------------- | -------------------------------------------- | -------------------------------------------- | -------------------------------------------- | -------------------------------------------- | -------------------------------------------- | -------------------------------------------- |
| Vladimir Guerrero                            | Los Angeles (AL)                             | 5                                            | 9                                            | 14                                           | 3*                                           | 17                                           |
| Alex Ríos                                    | Toronto                                      | 5                                            | 12                                           | 17                                           | 2                                            | 19                                           |
| Matt Holliday                                | Colorado                                     | 5                                            | 8                                            | 13                                           | –                                            | 13                                           |
| Albert Pujols                                | St. Louis                                    | †4                                           | 9                                            | 13                                           | –                                            | 13                                           |
| Justin Morneau                               | Minnesota                                    | 4                                            | –                                            | 4                                            | –                                            | 4                                            |
| Prince Fielder                               | Milwaukee                                    | 3                                            | –                                            | 3                                            | –                                            | 3                                            |
| Ryan Howard                                  | Philadelphia                                 | 3                                            | –                                            | 3                                            | –                                            | 3                                            |
| Magglio Ordóñez                              | Detroit                                      | 2                                            | –                                            | 2                                            | –                                            | 2                                            |